# Cessna Citation Excel
Dimensions
Le Cessna Citation Excel est un avion d'affaires à turboréacteur construit par Cessna Aircraft Company à Wichita, États-Unis. L'Excel a connu deux évolutions en Citation XLS et Citation XLS+. Une troisième évolution nommée Citation Ascend est annoncée pour 2025.

## Histoire
Fidèle à sa politique évolutive, Cessna a conçu le Citation Excel en s'appuyant sur les modèles existants déjà dans leur gamme.
Ainsi le modèle 560XL a été conçu comme une passerelle entre deux autres familles de jets Cessna, :
D'une part le fuselage est dérivé de celui du Citation X (modèle 750), le plus gros du constructeur. Celui-ci a été raccourci d'un peu plus de 6 m mais conserve une section (et donc une hauteur dans la cabine) supérieure aux Cessna de longueur similaire.
D'autre part, ses ailes et sa queue ont été développées à partir de celles du Citation Ultra (modèle 560).

## Modèles
Cessna Citation Excel (560 XL)

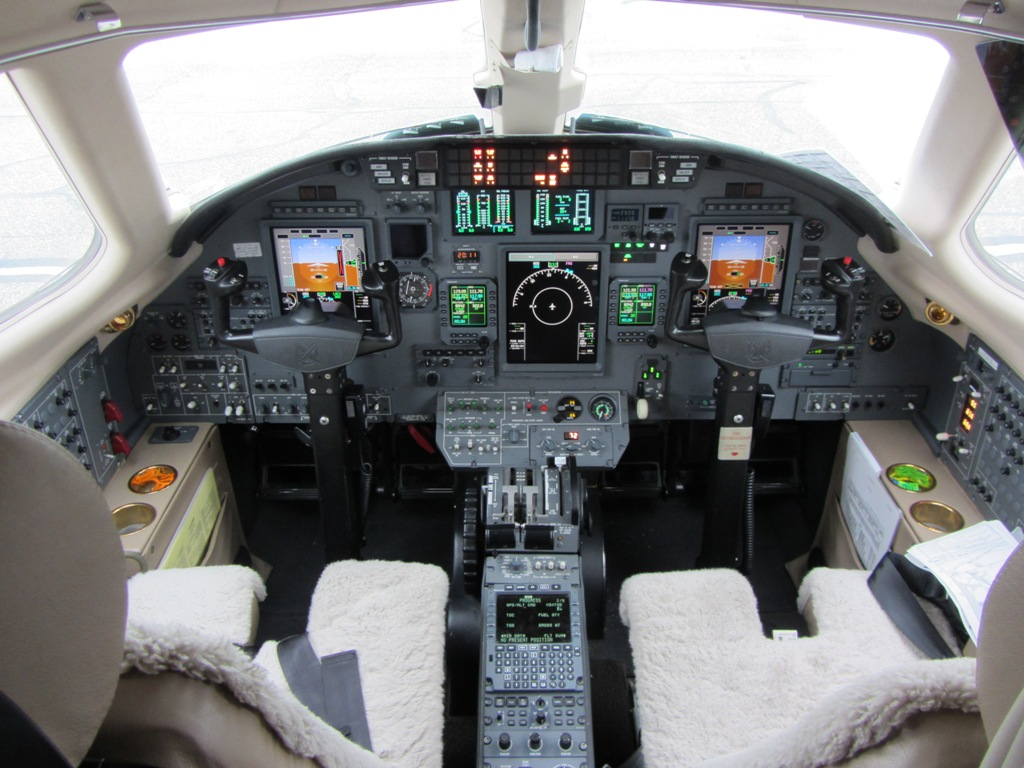
Cockpit du Cessna 560XL.

Turboréacteurs Pratt & Whitney Canada PW545A et avionique Honeywell. 1996.
Citation XLS
Turboréacteurs Pratt & Whitney Canada PW545B et avionique tout écran Honeywell Primus (en). 2004.
Citation XLS+
Turboréacteurs Pratt & Whitney Canada PW545C et avionique Collins Aerospace Pro Line 21. 2008.
Citation Ascend
Turboréacteurs Pratt & Whitney Canada PW545D et avionique Garmin G5000. En développement. Prévu pour 2025.

## Utilisateurs
- États-Unis : NetJets
- Suisse : Forces aériennes suisses, 1 x Cessna Citation Excel e-560XL (T-784) au sein du Service de transport aérien de la Confédération (STAC)
- Kenya : Amref Health Africa, un accidenté le 7 aout 2025

## Accidents et incidents
Le premier accident d'un Citation Excel a eu lieu le 13 aout 2014 au Brésil.
L'avion était en approche de l'aéroport de Santos (dans l’État de São Paulo) quand il s'est écrasé, tuant ses cinq passagers et les deux membres de l'équipage.
Ce Citation XLS+ était l'avion de campagne d'Eduardo Campos, candidat socialiste à l’élection présidentielle d’octobre 2014 au Brésil.
Le 7 août 2025, un avion Cessna 560XL Citation XLS de la Amref Health Africa ayant décollé de l'Aéroport Wilson (Kenya) quelques minutes auparavant s'écrase dans une zone résidentielle à a Githurai (en) dans le comté de Nairobi au Kenya. Les deux pilotes et les deux médecins à bord ainsi que deux personnes au sol sont mortes, plusieurs autres sont blessés,. 